# 色楞格省
色楞格省（羅馬化：Selenge aimag）位於蒙古國北部，面積41,152平方公里，人口97,585 (2011年)。首府苏赫巴托尔市。得名於流經該省的色楞格河。省会苏赫巴托尔市，蒙俄边界另有城镇阿勒坦布拉格（旧称买卖城）。

## 行政区划
色楞格省分为18个縣（蘇木）。
| 色楞格省的苏木行政中心地图 |
| -------------------------- |
| \| \| 50km · 30miles 宗哈拉苏木 宗布伦苏木 耶勒苏木 图希格苏木 查干淖尔苏木 沙马尔苏木 桑特苏木 赛汗苏木 鄂尔浑土拉苏木 鄂尔浑苏木 曼达勒苏木 呼沙特苏木 库都尔苏木 扎布赫兰特苏木 巴彦高勒苏木 西布伦苏木 阿勒坦布拉格苏木 苏赫巴托尔市 (苏赫巴托尔苏木) '"`UNIQ--templatestyles-00000029-QINU`"' 苏木在色楞格省 Legend： · 1: 苏赫巴托尔市 (苏赫巴托尔苏木) 2: 阿勒坦布拉格苏木 3: 西布伦苏木 · 4: 巴彦高勒苏木 5: 扎布赫兰特苏木 6: 库都尔苏木 7: 呼沙特苏木 · 8: 曼达勒苏木 9: 鄂尔浑苏木 10: 鄂尔浑土拉苏木 11: 赛汗苏木 · 12: 桑特苏木 13: 沙马尔苏木 14: 查干淖尔苏木 15: 图希格苏木 · 16: 耶勒苏木 17: 宗布伦苏木 18: 宗哈拉苏木 ·                           |
|                            |

- 色楞格省分县地图
- 色楞格河，距俄羅斯邊境約100-200公里。(2005年)
- 色楞格省的草原景觀 (2014年)
- 鄂尔浑苏木的景觀 (2008年)
- 慶寧寺的草原蒙古包 (2014年)
- 慶寧寺 (2007年)
- 慶寧寺 (2008年)
- 慶寧寺 (2014年)
- 西布伦苏木往鄂尔浑省的敖包 (2010年)
- 宗哈拉苏木郊區的敖包 (2008年)
- 苏赫巴托尔市火車站 (2011年)
- 苏赫巴托尔市郊區的民居 (2010年)